# Digitaria similis
Digitaria similis är en gräsart som beskrevs av Alan Ackerman Beetle och Gould. Digitaria similis ingår i släktet fingerhirser, och familjen gräs. Inga underarter finns listade i Catalogue of Life.